# Michele Bachmann
Michele Bachmann (Waterloo, Iowa, 6 de abril de 1956) es una política estadounidense aspirante a candidata presidencial de 2012 por el Partido Republicano. Desde 2007 es representante del sexto distrito electoral del estado de Minnesota en la Cámara de Representantes de los Estados Unidos.
Fue la primera mujer del Partido Republicano en representar a Minnesota en el congreso. Antes que ella hubo dos mujeres, pero ambas del Partido Demócrata. Pertenece al sector más religioso del movimiento derechista Tea Party, opositores al excesivo gasto gubernamental y deuda pública.

## Declaraciones polémicas
En agosto de 2011, Bachmann fue severamente criticada por gran parte de la opinión pública estadounidense tras afirmar que el huracán Irene fue la manera en que Dios eligió llamarles la atención a los políticos.
En octubre de 2011, Bachmann fue nuevamente criticada en los medios estadounidenses tras declarar que Libia no es parte de África durante un discurso televisado.